# Bollåsens naturreservat
Bollåsens naturreservat är ett naturreservat i Hagfors kommun i Värmlands län.
Området är naturskyddat sedan 2023 och är 30 hektar stort. Reservatet ligger söder om Råda och består av en tallskog som ligger på en sandås.